# Литвин Ігор Антонович
І́гор Анто́нович Литви́н (11 травня 1954, Клімовськ, Московська область, РРФСР, СРСР – 28 жовтня 2024, Київ, Україна) — український дипломат, Надзвичайний та Повноважний Посол України.

## Життєпис
Народився 11 травня 1954 в Клімовську Московської області.
У 1976 закінчив Київський державний університет ім. Т. Г. Шевченка, факультет міжнародних відносин і міжнародного права(диплом з відзнакою).
У 1975 році навчався у Великій Британії, в коледжі Ealing Technological College (Лондон).
З 1976 по 1980 — аташе, 3-й, 2-й секретар МЗС УРСР, секретар Національної Комісії України у справах ЮНЕСКО.
З 1981 по 1988 — політичний оглядач Держтелерадіо УРСР.
З 1988 по 1992 — перекладач, експерт, помічник керівника групи спеціалістів зовнішньо-економічного об'єднання «Технопромекспорт» Торговельного представництва СРСРу Республіці Бангладеш.
З 1992 по 1997 — 1-й секретар, завідувач відділу країн Азії і Тихоокеанського регіону, Близького і Середнього Сходу та Африки, заступник начальника Управління країн Азії, АТР, Близького і Середнього Сходу та Африки МЗС України.
З 1995 по 1997 — начальник Управління країн Азії, АТР, Близького і Середнього Сходу та Африки(МЗС України)
З 01.1997 по 08.1999 — Надзвичайний та Повноважний Посол України в Індонезії.
З 12.1997 по 08.1999 — Надзвичайний та Повноважний Посол України на Філіппінах за сумісництвом.
З 03.1998 по 08.1999 — Надзвичайний та Повноважний Посол України в Сінгапурі за сумісництвом.
З 04.1998 по 08.1999 — Надзвичайний та Повноважний Посол України в Малайзії за сумісництвом.
З 05.1998 по 08.1999 — Надзвичайний та Повноважний Посол України в Таїланді за сумісництвом.
З 08.1998 по 08.1999 — Надзвичайний та Повноважний Посол України в Брунеї за сумісництвом.
З 08.1999 по 10.2001 — Надзвичайний та Повноважний Посол України в Китаї.
З 06.2000 по 10.2001 — Надзвичайний та Повноважний Посол України в КНДР за сумісництвом.
З 06.2000 по 10.2001 — Надзвичайний та Повноважний Посол України в Монголії за сумісництвом.
З 2001 по 2007 — помічник-консультант народного депутата України-голови Комітету ВР у закордонних справах, займав керівні посади в українських бізнес-структурах.
З 2007 по 2015 — голова Правління Асоціації Українсько-Китайського співробітництва.
З 2010 по 2019 — віце-голова Української частини спільної Українсько-Китайської Ділової ради (УКДР, www.ucbc.org.ua)
З 2011 по цей час — голова Правління Асоціації ділового співробітництва України з державами АСЕАН, віце-голова Українсько-Сінгапурської Ділової ради.
У 2015—2017 роках — керівник представницького офісу Української частини УКДР у Пекіні.
У 2019—2024 — голова Правління Асоціації Українсько-Китайського Стратегічного Партнерства.
У 2019—2024 співголова Українсько-Китайської Ділової ради, голова Української частини УКДР.
В інтерв'ю виданню BusinessLife.Today (від 28 жовтня 2014 року) дипломат чітко окреслив кроки щодо покращення взаємин України та Китаю:
- Спрощення візового режиму з КНР
- Розвиток туристичної діяльності між КНР і Україною.
- Створення необхідної інфраструктури.
- Грамотне ведення торгово-економічних справ і виконання попередніх домовленостей.
- Візити в Китай вищого керівництва України, а також досконала кадрова політика в дипломатії в азійському напрямку.

Раптово пішов з життя 28 жовтня 2024 року.